# Schweizer Basketballnationalmannschaft
Die Schweizer Basketballnationalmannschaft repräsentiert die Schweiz im internationalen Basketball. Sie spielen in der Division B der FIBA Europa.

## Kader

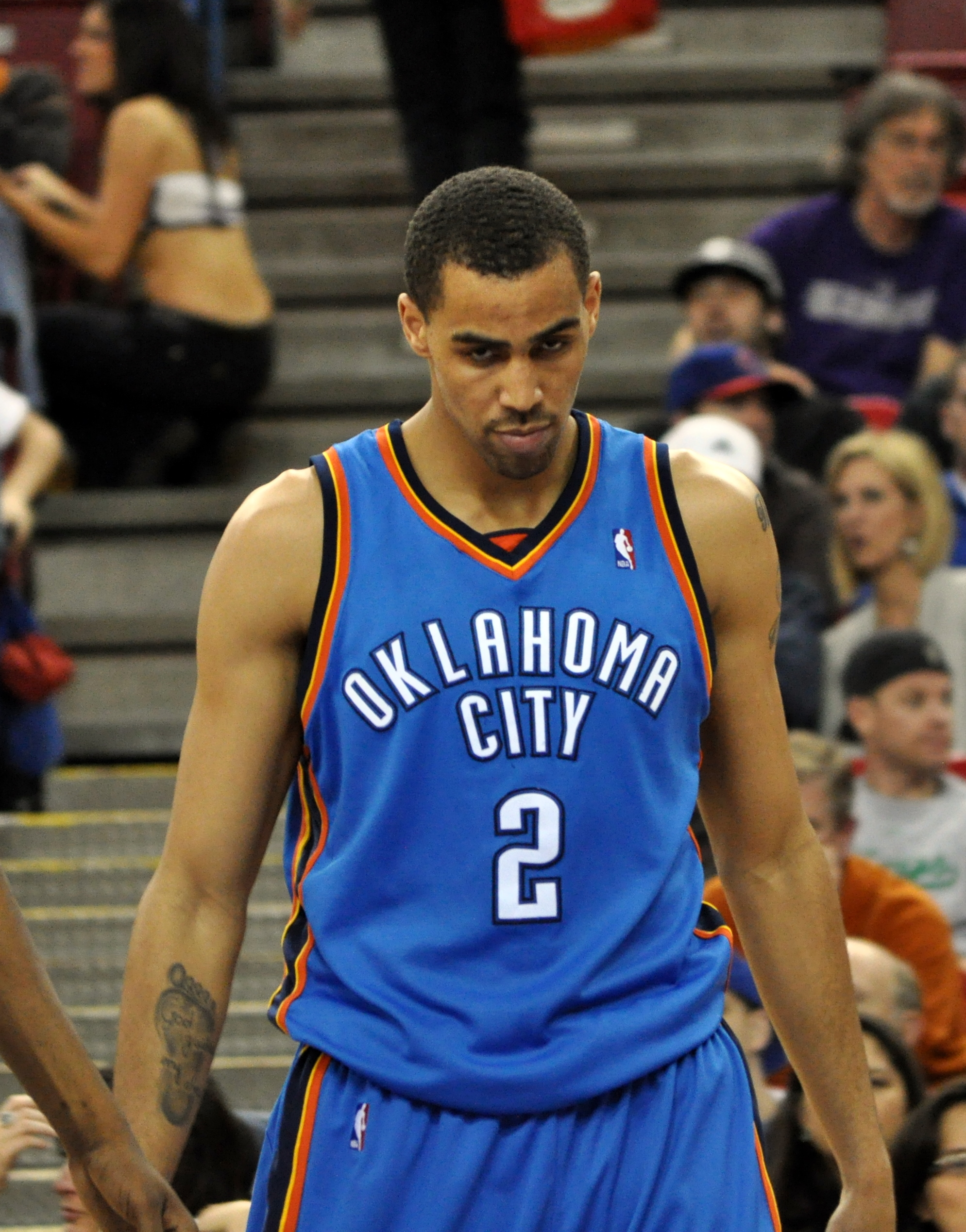
Thabo Sefolosha von den Utah Jazz ist nebst Clint Capela (Houston Rockets) der einzige NBA-Spieler des Schweizer Teams.

Aktueller Kader (August 2019):
| #  | Spieler                   | Position       | Geburtsjahr | Größe | Klub                        |
| -- | ------------------------- | -------------- | ----------- | ----- | --------------------------- |
| 0  | Michel-Ofik NZEGE         | Forward        | 1992        | 203   | Club Polideportivo La Roda  |
| 1  | Patrick BALDASSARRE       | Power Forward  | 1986        | 203   | Latina Basket SSDARL        |
| 2  | Boris MBALA               | Guard          | 1996        | 190   | BBC Monthey                 |
| 6  | Jonathan Kazadi           | Shooting Guard | 1991        | 191   | Aix Maurienne Savoie Basket |
| 7  | Dusan Mladjan             | Shooting Guard | 1986        | 198   | Fribourg Olympic            |
| 9  | Roberto Kovac             | Guard          | 1990        | 189   | Lions de Genève             |
| 10 | Robert ZINN               | Point Guard    | 1995        | 196   | ProBasket Tübingen GmbH     |
| 11 | Yuri SOLCA                | Point Guard    | 2000        | 187   | SAM Basket Massagno         |
| 12 | Paul GRAVET               | Small-Forward  | 1995        | 203   | Lions de Genève             |
| 14 | Jonathan Dubas            | Power-Forward  | 1991        | 204   | BBC Monthey                 |
| 15 | Clint Capela              | Center         | 1994        | 208   | Houston Rockets             |
| 20 | Arnaud Cotture            | Power-Forward  | 1995        | 203   | Lions de Genève             |
| 5  | Brian Savoy               | Point Guard    | 1992        | 186   | Union Neuchatel             |
| 13 | Juraj Kozic               | Point Guard    | 1995        | 198   | Basket Club Boncourt        |
| 20 | Kaanu OLANIYI             | Power Forward  | 1998        | 206   | Basket Club Boncourt        |
| 4  | Lucas PYTHOUD             | Point Guard    | 1993        | 175   | Lions de Genève             |
| 7  | Jeyvi MIAVIVULULU NZIKULU | Power Forward  | 1990        | 201   | BC Winterthur               |
| 8  | Marco PORTANNESE          | Shooting Guard | 1989        | 192   | Guerino Vanoli Basket SRL   |
| 11 | Randon Richard GRÜNINGER  | Forward        | 1995        | 193   | Lions de Genève             |
| 15 | Alexander MARTINO         | Shooting Guard | 1998        | 183   | SAM Basket Massagno         |
| 21 | Marko MLADJAN             | Power Forward  | 1993        | 205   | Lions de Genève             |
| 22 | Noah BURRELL              | Shooting Guard | 1997        | 190   | JDA Dijon                   |
|    | Branko TOMIC              | Small Forward  | 1996        | 200   |                             |

Weitere Nationalspieler:
| # | Spieler            | Position       | Geburtsjahr | Größe | Klub                      |
| - | ------------------ | -------------- | ----------- | ----- | ------------------------- |
|   | Roman Albrecht     | Center-Forward | 1980        | 207   | Birstal Starwings         |
|   | Jérémy Jaunin      | Point Guard    | 1991        | 170   | Lions de Genève           |
|   | Niels Matter       | Center-Forward | 1987        | 203   | Birstal Starwings         |
|   | Westher Molteni    | Power Forward  | 1987        | 198   | BBC Monthey               |
|   | Xavier Paredes     | Center-Forward | 1986        | 203   | BBC Nyon                  |
|   | Stefan Petkovic    | Point Guard    | 1992        | 186   | Fribourg Olympic          |
|   | Miroslav Petkovic  | Point Guard    | 1988        | 183   | Birstal Starwings         |
|   | Oliver Vogt        | Forward-Center | 1980        | 209   | Fribourg Olympic          |
|   | Greg Brunner       | Center-Forward | 1983        | 201   | Sutor Basket Montegranaro |
|   | Steve Louissaint   | Point Guard    | 1987        | 190   | BBC Monthey               |
|   | Cédric Mafuta      | Guard-Forward  | 1984        | 192   | BBC Monthey               |
|   | Reto Schwaiger     | Shooting Guard | 1990        | 187   | Basket-Club Boncourt      |
|   | David Ranseier     | Center-Forward | 1987        | 205   | Hermine Nantes            |
|   | Thabo Sefolosha    | Guard-Forward  | 1984        | 199   | Utah Jazz                 |
|   | Nicolas Dos Santos | Center-Forward | 1987        | 202   | Lions de Genève           |
|   | Vladimir Buscaglia | Forward        | 1980        | 196   | Lions de Genève           |
|   | Derek Stockalper   | Guard-Forward  | 1984        | 196   | Lugano Tigers             |

## Staff
Trainer der Schweizer Basketballnationalmannschaft ist Gianluca Barilari. Assistenztrainer ist Andrej Stimac.